# Озёрка (Омская область)
Озёрка — деревня в Исилькульском районе Омской области. Входит в состав Новорождественского сельского поселения.

## История
Основана в 1865 г. В 1928 году село Селоозерное состояло из 172 хозяйств, основное население — русские. Центр Селоозерного сельсовета Исилькульского района Омского округа Сибирского края.

## Население
| 1926 | 2002 | 2010 |
| ---- | ---- | ---- |
| 763  | ↘4   | ↘3   |